# Bella Dayne
Bella Dayne (Berlin, de son vrai nom Isabelle Knispel, née le 8 janvier 1988) est une actrice allemande. 

## Biographie
En 2006, elle remporte le concours de Miss Allemagne.

## Filmographie
En 2018, elle incarne Hèlène de Troie dans la série télévisée Troie : La Chute d'une cité, diffusée sur BBC One et Netflix,.

### Cinéma
- 2023 : Girl You Know It's True de Simon Verhoeven : Milli

### Télévision
- 2011 - 2012 : Gentleman : mode d'emploi
- 2013 - 2014 : Les Goldberg
- 2014 - 2015 : Person of Interest
- 2016 : Humans
- 2018 : Troie : La Chute d'une cité : Hélène
- 2020 : Cursed : La Rebelle